# Вестергорн
Вестергорн (нім. Westerhorn) — громада в Німеччині, розташована в землі Шлезвіг-Гольштейн. Входить до складу району Піннеберг. Складова частина об'єднання громад Гернеркірхен.
Площа — 9,37 км2. Населення становить 1342 ос. (станом на 31 грудня 2020).